# Arnois
San Julián de Arnois (en gallego y oficialmente San Xiao de Arnois) es una parroquia en el nordeste del ayuntamiento de La Estrada, provincia de Pontevedra, comunidad autónoma de Galicia, en España.

## Etimología
Según el lingüista Edelmiro Bascuas, el nombre de Arnois, registrado como Asnois en 914, deriva del tema hidronímico paleoeuropeo *aps-, derivado de la raíz indoeuropea *ap- 'agua'.

## Límites
Limita con las parroquias de Castro, Oca, Riobó, Berres y el ayuntamiento vecino de Vedra.

## Población
En 1842 tenía una población de hecho de 309 personas. En los veinte años que van de 1986 a 2006 la población pasó de 613 a 392 personas, lo cual significó una pérdida del 36,05%.
Nació en Arnois la historiadora, escritora y profesora universitaria Ofelia Rey Castelao (1956-).